# Барятинский, Иван Иванович
Князь Ива́н Ива́нович Баря́тинский (1772—1825) — известный в своё время англоман и агроном из рода Барятинских, крупный землевладелец, создатель усадьбы Марьино под Рыльском. Единственный наследник своего отца, дипломата И. С. Барятинского. В 1808—1812 гг. русский посол при дворе короля Баварии в Мюнхене.

## Биография
По праву рождения принадлежал к самой верхушке русского общества. Внук фельдмаршала принца Голштинского. Мать Екатерина происходила из дома Глюксбургов; её единокровный брат — прадед датского короля Кристиана IX.

В 1780 году был записан на службу поручиком Екатеринославского кирасирского полка и адъютантом Потёмкина, а в 1790 году пожалован в камер-юнкеры и переведён в Семёновский полк. Капитан с 1795 года, он зачислился волонтером в армию, действовавшую в Польше, 1 января 1795 года награждён орденом св. Георгия IV-го кл. 
Во всемилостивейшем уважении на усердную службу и отличное мужество, оказанное 24-го октября при взятии приступом сильно укрепленного Варшавского предместия, именуемого Прага.
Павел I пожаловал ему в 1799 году родовое командорство Мальтийского ордена, но затем, вследствие столкновения с Ростопчиным, он был удалён от двора. Александр I пожаловал Барятинского в 1801 году в действительные камергеры и причислил к миссии в Лондоне, где он женился на дочери лорда Шерборна.

Произведённый в 1804 году в тайные советники, он в 1808 году был назначен посланником в Баварии. Здесь он в 1813 году женился на немецкой графине Марии Келлер (1793—1858), с которой прожил до конца жизни и имел семерых детей — четверых сыновей и трёх дочерей. 
Отозван в 1812 году, после чего оставил службу и поселился в своём курском имении селе Ивановском, центре его обширных владений (в Курской и Харьковской губерниях у него было более 20 тыс. душ). Барятинский посвятил всю свою жизнь устройству имений и применению на практике приобретённых им во время заграничных путешествий агрономических познаний. Отношения к крестьянам были установлены на разумных началах. Несколько лет, проведённых в Англии, сделали из Барятинского англомана, и в своей деятельности он поставил себе образцом английского богатого и образованного родовитого лендлорда, заботящегося о своём хозяйстве и о просвещении народа.
В своём любимом Ивановском он устроил великолепный дворец, названный в честь жены Марьиным, где можно было найти всё, что в состоянии дать богатство, соединённое с утончённым вкусом. Барятинский жил открыто, у него были театр и оркестр. В его концертах принимали участие соседи, известные музыканты братья графы Виельгорские. Сам Барятинский так увлекался музыкой, что упрекал себя в потере времени и поэтому запретил учить музыке сыновей, воспитание которых составляло одну из главных его забот.
В 1815 году у него родился старший сын, и уже в этом году он составил программу его воспитания, а в 1821 году написал «Conseils à mon fils ainé» («Советы старшему сыну»). Барятинский стремился сделать из своего сына прежде всего честного человека и хорошего христианина, а затем развить в нём самостоятельность, деловитость, чтобы подготовить его к роли крупного землевладельца, который должен улучшить быт своих крестьян и иметь полезное влияние на соседних помещиков. Человек образованный, умный, даровитый, князь Барятинский был один из самых блестящих представителей высшего придворного общества.
По свидетельству князя А. Чарторыйского, он отличался остроумием, подчас довольно колким. Граф П. X. Граббе так описывает его наружность: это был высокий, видный, тонкий мужчина, с правильными чертами лица, коротко подстриженными волосами с проседью; «жест скорый, нетерпеливый, общее выражение светского человека и знатности». 
Барятинский скончался 15 (27) июня 1825 года. Был похоронен в фамильном склепе в крипте Покровской церкви на территории усадьбы Марьино около села Ивановское. В 1930-х годах могила была разграблена, а прах сожжён.

## Семья
Князь Иван Барятинский имел восемь детей от двух браков:
1. жена с 1806 года Френсис Мэри Дюттон (1777—1807), дочь лорда Шерборна, умерла при родах. Её сестра была женой Томаса Говарда, 16-го графа Саффолка.
  - Елизавета Ивановна (1807—1867), из-за хронических болезней оставалась на попечении своих английских родственников. В 1840-е гг. брат Александр в лондонском суде безуспешно добивался перевода опеки над Елизаветой на себя[4].
2. жена с 1813 года графиня Мария Фёдоровна Келлер (1792—1858), дочь прусского дипломата, благотворительница. «В своё время, по общим отзывам, была великолепнейшею из дам большого света как по замечательной красоте своей, так и по роскоши, которою она окружала себя»[5].
  - Ольга Ивановна (1814—1876), с 1832 года замужем за графом Владимиром Петровичем Орловым-Давыдовым (1808—1882).
  - Александр Иванович (1815—1879), генерал-фельдмаршал; женат с 1862 года на княжне Елизавете Дмитриевне Орбелиани (1835—1899).
  - Леонилла Ивановна (1816—1918), фрейлина, с 1834 года замужем за князем Львом Петровичем Витгенштейном (1799—1866); дожила до 102 лет. С точки зрения Александра Ивановича, была самой красивой из его сестёр[4].
  - Владимир Иванович (1817—1875), с 1845 года женат на Елизавете Александровне Чернышевой (1826—1902), статс-даме, дочери князя А. И. Чернышёва.
  - Мария Ивановна (1818—1843), фрейлина, замужем за князем Михаилом Викторовичем Кочубеем (1813—1876); одна из первых великосветских красавиц, умерла скоропостижно от лихорадки, в память о ней княгиня Барятинская открыла Мариинский приют для бедных женщин.
  - Анатолий Иванович (1821—1881), женат с 1842 года на Олимпиаде Владимировне Каблуковой (1822—1904).
  - Виктор Иванович  (1823—1904), женат с 1855 года на Марии Апполинарьевне Бутеневой (1835—1906).

- Ольга Ивановна, 
 дочь
- Александр Иванович, 
 сын
- Леонилла Ивановна, 
 дочь
- Владимир Иванович, 
 сын
- Мария Ивановна, 
 дочь
- Анатолий Иванович, 
 сын
- Виктор Иванович, 
 сын